# 涌潮
涌潮，又称暴涨潮或怒潮，指的是海洋潮汐暴涨的现象。常见于潮差大、河床平缓、喇叭形或宽漏斗形的河口。钱塘江、塞纳河、亚马孙河等河口都有涌潮现象。